# Kobeřice ve Slezsku
Kobeřice (deutsch Köberwitz) ist eine Gemeinde mit 3.228 Einwohnern (1. Januar 2004) in Tschechien. Sie liegt 13 km nordöstlich von Opava am Oldrišovský potok unweit der Landesgrenze zu Polen und gehört dem Okres Opava an.

## Geschichte
Köberwitz im schlesischen Landkreis Ratibor gehörte zum Hultschiner Ländchen und war seit 1742 Teil vom Königreich Preußen. Im Jahre 1920 wurde es gemäß Versailler Vertrag an die Tschechoslowakei abgetreten. Der Ort hatte im Jahr 1939 2.077 Einwohner.
Zwischen 1939 und 1945 gehört der Ort wieder zum Deutschen Reich und seit dem Ende des Zweiten Weltkrieges wurde er erneut tschechisch.

## Persönlichkeiten
- Adolf Kaschny (1881–1951), deutscher Politiker (Zentrum, CDU)
- Alfred Pohl, deutscher Jesuit und Altorientalist